# Guide (Film)
Guide ist ein erfolgreicher Hindi-Film von Vijay Anand aus dem Jahr 1965, der auf dem von Kritikern gelobten Buch The Guide (1958) von R. K. Narayan basiert.

## Handlung
Raju ist von Beruf Reiseführer und verdient sein Geld, indem er Touristen durch historische Sehenswürdigkeiten führt.
Eines Tages kommt der reiche Archäologe Marco in die Stadt. Dieser möchte einige Forschungsarbeiten in den Höhlen außerhalb der Stadt durchführen und stellt Raju als seinen Führer ein. Während Marco mit den Höhlen beschäftigt ist, sitzt seine Frau Rosie daheim. Er hat sie zwar aus der Prostitution freigekauft, hat jedoch nichts für sie übrig, weder liebt er sie, noch kann er ihre Leidenschaft fürs Tanzen teilen. Somit dient Rosie nur als seine Vorzeigefrau. Da lernt Rosie Raju kennen, der ihr zeigt sich durchzusetzen. Dabei verlieben sich die beiden ineinander und Rosie trennt sich von ihren Ehemann.
Nachdem Rajus Mutter von seiner Affäre mit Rosie erfährt, verlässt sie ihn. Auch sein Freund und Fahrer missbraucht und schadet ihm, indem er seine Beziehungen spielen lässt. Daraufhin verliert Raju seinen Job und spürt die Feindseligkeit der Stadtbewohner.
Unbeeindruckt von diesen Rückschlägen, hilft Raju Rosie, an ihrer Tanzkarriere zu arbeiten. In der Folge erlangt sie sehr schnell Berühmtheit. Doch mit seinem verdienten Geld fällt Raju in schlechte Gewohnheiten, wie dem Spielen und Trinken. Eines Tages ist er sogar beim Ausstellen eines mit Rosies Unterschrift gefälschten Schecks ertappt worden. Daraufhin muss er einige Jahre in Haft absitzen. Am Tage der Entlassung wollen Rosie und seine Mutter ihn mit nach Hause nehmen, jedoch wird ihnen gesagt, dass Raju aufgrund seines guten Benehmens schon sechs Monate früher entlassen wurde.
Nach seiner Entlassung wandert Raju alleine los. Ein Farmer namens Bhola findet ihn alleine in einem Tempel sitzen und hält ihn fälschlicherweise für einen Heiligen. Bhola hat nämlich ein Problem mit seiner Schwester und so überzeugt Raju diese ihren Bruder zu gehorchen. Beeindruckt von diesem Ereignis, verbreitet Bhola die Neuigkeiten im ganzen Dorf und so halten alle ihn für einen Heiligen. Die Farmer überschütten Raju mit Geschenken und erzählen ihm ihre Probleme.
Anfänglich genießt Raju einen „Halbgott-Status“. Er bekommt Essen, eine Zuflucht und die notwendigen Dinge des Lebens ohne hart dafür arbeiten zu müssen. Der Tempel des Dorfes wird zu seinem Wohnsitz und Raju beginnt sich wie ein echter Heiliger zu benehmen. Er lässt sich einen Bart wachsen, kleidet sich dementsprechend und wird nun „Swami Raju“ genannt. Langsam lernt Raju die Probleme und Plagen seiner Schüler kennen und beginnt sich für ihr Leben zu interessieren. Deshalb unterrichtet er auch die Dorfkinder und erbringt Leistungen, die ein besseres und einfacheres Leben gewähren.
Als eine Dürre die ganze Region erreicht und die Dorfbewohner mit dem Schlimmsten rechnen, bitten diese Raju es regnen zu lassen. Zuerst widersetzt sich Raju dieser Idee und gesteht Bhola ein gewöhnlicher Mensch zu sein, der sogar vorbestraft ist. Doch selbst das Geständnis kann die Bewohner nicht von ihrem Glauben abbringen. So beginnt Raju widerwillig zu fasten. Während des Fastens macht Raju eine Umwandlung durch und je länger er fastet, desto größer wird sein Ruhm. Menschen aus aller Welt kommen, um ihn zu sehen und von ihm gesegnet zu werden. Auch Rosie hört von Raju und besucht ihn mit seiner Mutter und seinem Freund. Nun hat Raju alles, was er vorher verloren hatte, wiedererlangt.
Rajus Gesundheit ist nicht im guten Zustand und er macht sich Gedanken über den Sinn des Lebens.
Einerseits sind da Rosie und seine Mutter und die Chance in sein altes Leben zurückzukehren. Andererseits gibt es einen Grund das Fasten nicht zu beenden, wofür er sich letztendlich auch entscheidet. Als es nach 12 Tagen endlich anfängt zu regnen, rennen alle raus. Raju hört die Regenschauer, kollabiert und stirbt entkräftet.

## Hintergrund
Der Film beginnt mit Rajus Entlassung aus dem Gefängnis; die Vergangenheit Rajus wird als Rückblende erzählt.
Narayan, der Autor der englischsprachigen Romanvorlage, distanzierte sich von diesem Film, der wegen seiner thematischen Abänderung der Geschichte – im Roman war Rosie eine Devadasi – auch von anderen angegriffen wurde.
Guide war die erste indisch-US-amerikanische Zusammenarbeit im Film und wurde in einer inhaltlich abweichenden englischsprachigen Fassung von nur 120 Minuten Länge 1965 in den USA veröffentlicht. Regisseur, Produzent und Ko-Autor bei dieser Fassung war Tad Danielewski; die Autorin Pearl S. Buck war ebenfalls am Drehbuch beteiligt. Die englische Fassung führte neue Charaktere in die Handlung ein und erweiterte die Rolle einer zickigen US-Fernsehreporterin. Zu den neuen Szenen gehört eine in der US-Botschaft in Delhi. In Gegensatz zur indischen Fassung, die in Pathé Color gedreht wurde, verwendete die amerikanische Eastmancolor.

## Musik
| Song                     | Sänger/in                         |
| ------------------------ | --------------------------------- |
| Kaaton Se Kheech Ke      | Lata Mangeshkar                   |
| Din Dhal Jaaye           | Mohammed Rafi                     |
| Gaata Rahe Mera Dil      | Kishore Kumar und Lata Mangeshkar |
| Kya Se Kya Ho Gaya       | Mohammed Rafi                     |
| Piya Tose Naina Laage Re | Lata Mangeshkar                   |
| Saiyaan Beimaan          | Lata Mangeshkar                   |
| Tere Mere Sapne          | Mohammed Rafi                     |
| Hey Ram                  | Manna Dey                         |
| Megh De                  | Sachin Dev Burman                 |
| Wahan Kaun Hai Tera      | Sachin Dev Burman                 |

Die Liedtexte schrieb Shailendra.

## Auszeichnungen
Filmfare Award 1966
- Bester Film an Dev Anand
- Beste Regie an Vijay Anand
- Bester Hauptdarsteller an Dev Anand
- Beste Hauptdarstellerin an Waheeda Rehman
- Beste Story an R. K. Narayan
- Beste Kamera an Fali Mistry
- Bester Dialog an Vijay Anand

Nominierungen
- Beste Musik an Sachin Dev Burman
- Beste Playbacksängerin an Lata Mangeshkar für den Song Kaaton Se Kheech Ke